# El Morell
El Morell település Spanyolországban, Tarragona tartományban. El Morell El Rourell, Vallmoll, Els Garidells, Perafort, La Pobla de Mafumet, Vilallonga del Camp és La Selva del Camp községekkel határos. Lakosainak száma 3878 fő (2024).

## Népesség
A település népessége az elmúlt években az alábbi módon változott:
| Lakosok száma | 184  | 1358 | 1612 | 1674 | 2245 | 2530 | 3285 | 3530 | 3704 | 3878 |
|               | 1717 | 1887 | 1936 | 1960 | 1986 | 2004 | 2009 | 2014 | 2019 | 2024 |